# Agapanthinus callophilus
Agapanthinus callophilus är en biart som först beskrevs av Cockerell 1923.  Agapanthinus callophilus ingår i släktet Agapanthinus och familjen långtungebin. Inga underarter finns listade i Catalogue of Life.